# Огоні
Огоні — народ у південно-східному сенаторському окрузі штату Ріверс, у регіоні дельти Нігеру на півдні Нігерії. Їх налічується трохи понад 2 млн і вони живуть на території площею 1 050-квадратних-кілометрів (404-квадратні-милі) яку також називають Огонілендом. Вони мають спільні з народом іджо у дельті Нігеру екологічні проблеми, що пов'язані з видобутком нафти.
Огоні привернули міжнародну увагу після масової громадської кампанії протесту проти Shell Oil, очолюваної Рухом за виживання народу Огоні (MOSOP), який також є членом Організації непредставлених націй і народів (UNPO).

## Географія
Територія розташована в штаті Ріверс поблизу узбережжя Гвінейської затоки, на схід від міста Порт-Харкорт. Вона поширюється на три райони місцевого самоврядування (LGA) Хана, Гокана і Тай. Огоніленд розділений на п'ять королівств: Баббе, Гокана, Кен-Хана, Ньо-Хана і Тай. Ньо-Хана знаходиться на сході, а Кен-Хана — на заході.

## Мови
Існує кілька мов, якими говорять огоні. Найбільшою є кхана, взаємозрозуміла з діалектами інших королівств, гокана, тае (Tẹẹ) і баен-огой що є частиною лінгвістичного розмаїття дельти Нігеру.

## Історія
Відповідно до усної традиції, люди огоні мігрували зі стародавньої Гани вниз до узбережжя Атлантичного океану, зрештою проклавши свій шлях до східної дельти Нігеру та поглинувшись уже існуючим населенням ігбо та іджо. Ім'я Огоні походить від слова Ібані/Іджо — Ігоні, що означає чужинці.
Вони пережили період работоргівлі у відносній ізоляції й не втратили нікого зі своїх членів у рабстві. Після колонізації Нігерії британцями в 1885 році британські солдати прибули на територію огоні до 1901 року. Основний опір їх присутності тривав до 1914 року.
Огоні були силою інтегровані в сучасний світ надзвичайно швидко і зазнали через це великі втрати. На зламі двадцятого століття «світ для них не простягався далі наступних трьох-чотирьох сіл», але незабаром це змінилося. Кен Саро-Віва, покійний президент MOSOP, так описав перехідний період: «Якщо ви уявите, що протягом сімдесяти років вони були биті об'єднаними силами сучасності, колоніалізму, грошової економіки, місцевого колоніалізму, а потім Громадянська війна в Нігерії, і їм довелося пристосовуватися до цих сил без належної підготовки чи керівництва, ви оціните спантеличеність людей Огоні та наступне спантеличення у їхньому суспільстві».

### Націоналізм
У серпні 1990 року представники племені Огоні в Нігерії підписали Огонську Білль прав, який вимагав політичного контролю за справами Огоні народу, використання економічних ресурсів Огоні для їх розвитку, представництва Огоні в національних інституціях та права на охорону навколишнього середовища. Ця декларація виступала проти тридцятирічного незаконного узурпування прав народу Огоні та інших етнічних меншин Нігерії і закликала до нового порядку, де кожна етнічна група несла б повну відповідальність за свої справи, сприяючи мирному співіснуванню та національному прогресу.

## Порушення прав людини
Народ Огоні протягом багатьох років є жертвами порушень прав людини. 1956 року, за чотири роки до незалежності Нігерії, Royal Dutch/Shell у співпраці з британським урядом знайшли комерційно життєздатне родовище нафти в дельті Нігеру та почали видобуток нафти в 1958 році. За 15-річний період з 1976 по 1991 рік, як повідомляється, в Огоніленді сталося 2976 розливів нафти обсягом близько 2,1 мільйона барелів нафти, що становить близько 40 % від загальної кількості розливів нафти компанією Royal Dutch/Shell у всьому світі.
У 1990 році під керівництвом активіста та еколога Кена Саро-Віви Рух за виживання народу Огоні (MOSOP) планував боротися проти Федеративної Республіки Нігерія та нафтових компаній. У жовтні 1990 року MOSOP представив уряду Білль про права Огоні. Білль сподівався отримати політичну та економічну автономію для народу Огоні, залишивши їм контроль над природними ресурсами Огоніленду, захищаючи від подальшої деградації землі. Рух втратив силу в 1994 році після того, як Саро-Віва та кілька інших лідерів MOSOP були страчені урядом Нігерії
У 1993 році після протестів, спрямованих на те, щоб перешкодити підрядникам прокласти новий трубопровід для «Шелл», мобільна поліція здійснила рейд на територію, щоб придушити заворушення. У подальшому хаосі, як стверджується, 27 сіл були захоплені, що призвело до загибелі 2000 людей огоні та переміщення 80 000.

### Екологічне відновлення
Під час оцінки понад 200 місць в Огоніленді, проведеної Програмою ООН з навколишнього середовища (ЮНЕП) у 2011 році, вони виявили, що вплив 50-річного видобутку нафти в регіоні поширився глибше, ніж вважалося раніше. Через розливи нафти, спалювання нафти та скидання відходів алювіальний ґрунт дельти Нігеру більше непридатний для сільського господарства. Крім того, у багатьох районах, які, здавалося, не постраждали, підземні води мали високий рівень вуглеводнів або були забруднені бензолом, канцерогеном, на 900 рівнів, що перевищували рекомендації ВООЗ.
ЮНЕП підрахувала, що реабілітація Огоніленду на повний потенціал може зайняти до 30 років і що перші п'ять років реабілітації вимагатимуть фінансування приблизно в 1 мільярд доларів США. 2012 року міністр нафтових ресурсів Нігерії Дейзані Алісон-Мадуеке оголосив про створення Проєкту відновлення вуглеводневого забруднення, який має намір слідувати пропозиціям звіту ЮНЕП про Огоніленд, щоб запобігти подальшій деградації.
Пробний проєкт у регіоні зміг досягти відновлення мангрових заростей в одній із важливих водних артерій Бодо-Крік, що допомогло покращити якість ґрунту та води.